# Anja Gockel
Anja Gockelová (* 1968 Mohuč) je německá módní návrhářka.
Studovala v Hamburku a Londýně (Central Saint Martins School) a poté začala pracovat pro Vivienne Westwoodovou.
Její modely jsou ženské a barevné. Pracuje ve staré tovární budově v mohučské čtvrti Hartenberg-Münchfeld a prodává svoje díla do více než dvaceti zemí včetně Saúdské Arábie.
Je vdaná a má tři děti.